# Dendromunna spinipes
Dendromunna spinipes là một loài chân đều trong họ Dendrotionidae. Loài này được Menzies miêu tả khoa học năm 1962.